# L'Anse aux Meadows
L'Anse aux Meadows è un sito archeologico che si trova nella parte più settentrionale dell'isola di Terranova, in Canada, in cui nel 1960 l'esploratore norvegese Helge Ingstad, insieme alla moglie, l'archeologa Anne Stine Ingstad, scoprì i resti di un antico villaggio vichingo.
Il sito è stato classificato come Patrimonio dell'umanità dell'UNESCO nel 1978 e rappresenta l'unico villaggio vichingo confermato del Nord America al di fuori della Groenlandia.

## Etimologia
La denominazione L'Anse aux Meadows è un nome misto francese-inglese traducibile in baia dei prati. Non è però chiaro come si sia arrivati a questa denominazione. Una prima ipotesi suggeriva che il nome fosse una corruzione del francese L'Anse-aux-Méduses, cioè la baia delle meduse. Il passaggio da meduse a "Meadows" (in inglese: prati o pascoli) sarebbe collegato al paesaggio circostante questa zona che tende a essere abbastanza aperto, con la presenza di alcune aree prative.
Un'ipotesi più recente fa derivare la denominazione da "L'Anse à la Médée", cioè la baia di Medea, nome che compare in una carta nautica francese del 1862. In questo caso Medea o Medusa, farebbe riferimento al nome di un vascello francese; la denominazione ispirata a Medea, personaggio della mitologia greca, era abbastanza utilizzata all'epoca in campo navale.

## Storia
Questa località del Nordamerica conserva i resti di un villaggio vichingo, l'unico accreditato al di fuori della Groenlandia, dove è stata condotta una ricerca archeologica durata molti anni che ha portato alla luce abitazioni, oggetti e utensili compatibili con la civiltà che li avrebbe creati. L'insediamento risale a oltre 4 secoli prima dei viaggi di Cristoforo Colombo ed ospita i resti delle più antiche costruzioni europee delle Americhe.
Inserito nell'elenco dei Patrimoni dell'umanità dell'UNESCO, è da molti ritenuto essere il leggendario Vinland, l'insediamento dell'esploratore Leif Ericsson intorno all'anno 1000.
Il clima di Terranova a quell'epoca era significativamente più caldo di quanto non sia oggi. Secondo la Saga dei groenlandesi, Ericsson partì dalla Groenlandia per cercare la regione di cui gli aveva narrato Bjarni Herjólfsson. Egli trovò così una terra ricca di salmoni, uva e libera dai ghiacci durante l'inverno, da cui portò con sé una gran quantità di legname verso la Groenlandia (che aveva pochissimi alberi).
Per l'insediamento di L'Anse aux Meadows sono state proposte diverse interpretazioni:
- il primo insediamento costruito dai Vichinghi dopo lo sbarco;
- l'insediamento costruito dopo essere scappati da un attacco di popolazioni Skræling;
- un insediamento non menzionato nella saga.

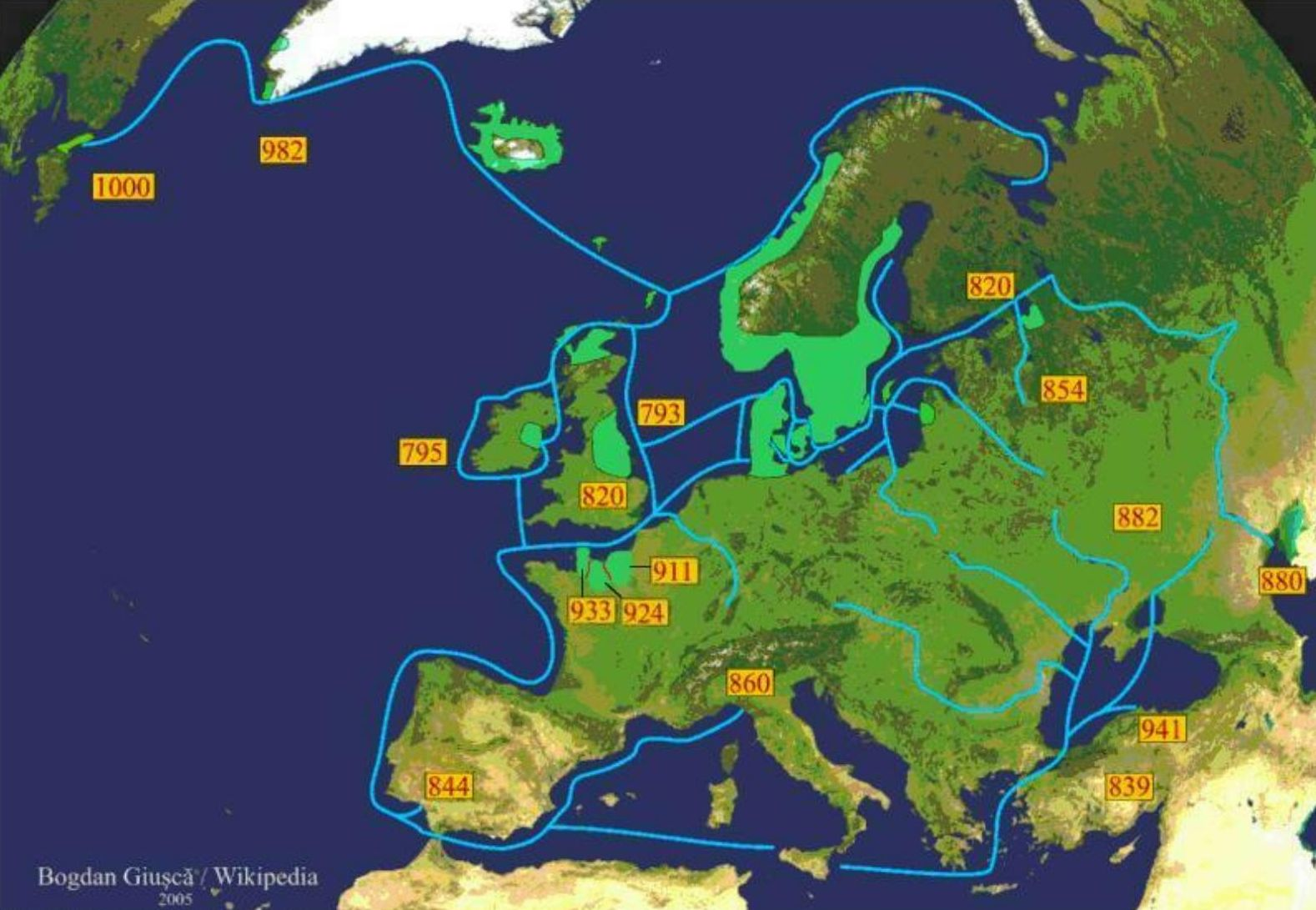
Mappa dell'espansione vichinga.

L'insediamento de L'Anse aux Meadows comprendeva almeno otto edifici, tra cui una fucina e una segheria, che doveva rifornire un cantiere navale. La costruzione più grande misurava 28,8 metri per 15,6 e consisteva in numerose stanze.
La saga descrive un tentativo di colonizzazione guidato da Thorfinn Karlsefni, con almeno 135 uomini e 15 donne (tra cui la sorellastra di Leif, Freydís Eiríksdóttir), che utilizzò come base l'insediamento di Leif Ericsson (forse L'Anse aux Meadows). Benché non sia possibile stabilire con certezza se L'Anse aux Meadows sia veramente il Vinland della saga, è certo che un gruppo di colonizzatori norvegesi visse qui tra la fine del X e gli inizi dell'XI secolo.
Il sito venne utilizzato per soli tre anni. Si crede, in base a prove sia archeologiche che letterarie, che l'abbandono sia stato causato dalle pessime relazioni con i nativi americani. Sono state suggerite anche altre cause, come conflitti relativi alle donne o inverni particolarmente rigidi.
Per congettura, l'insediamento vichingo di L'Anse aux Meadows è stato messo in relazione alla leggenda algonchina del Regno di Saguenay, popolato da una razza di uomini biondi e pelosi.

## La scoperta
La scoperta fu effettuata nel 1960, quando un abitante del piccolo villaggio di pescatori di L'Anse aux Meadows portò l'esploratore Helge Ingstad e l'archeologa Anne Stine Ingstad (coniugi) a visitare un gruppo di tumuli coperti dall'erba non molto distanti dall'insediamento, a cui era stato dato il nome di "vecchio villaggio indiano". In realtà, come gli studiosi ebbero a scoprire nel corso delle sette campagne di scavo messe in campo dal 1961 al 1968 e condotte dalla stessa Anne, si trattava delle rovine di un antico insediamento vichingo. La prova della validità di questa ipotesi fu possibile grazie al confronto tra i reperti e le strutture identificate all'Anse aux Meadows con quelli ritrovati in altri siti in Groenlandia e Islanda.